# Giardiasi
La giardiasi (o lambliasi) è una parassitosi, malattia causata dal protozoo parassita Giardia lamblia. Dopo un periodo di incubazione, in genere di 1-2 settimane, si manifesta con sintomi di tipo gastrointestinale: nausea, vomito, diarrea acuta debilitante, flatulenza, sindrome da malassorbimento e perdita di peso.

## Epidemiologia
La sintomatologia può durare per alcune settimane, prima di arrivare alla diagnosi.
Il contagio avviene mediante ingestione di alimenti e bevande contaminate da cisti (contaminazione oro-fecale) e più facilmente nella popolazione in condizioni igieniche precarie. Spesso le acque sono contaminate dai liquami infetti, non trattati.

## Diagnosi
Si può diagnosticare mediante l'identificazione del parassita o delle sue cisti nelle feci, attraverso il test di immunoassorbimento enzimatico (ELISA) o l'immunofluorescenza per identificare gli anticorpi specifici.

## Terapia
L'infezione da Giardia può essere trattata con metronidazolo (250 mg t.i.d. per 5 giorni nell'adulto) o tinidazolo (2 g in dose unica), in alternativa con furazolidone.
I valori delle IgM, IgG e IgA danno delle indicazioni sulla tempistica dell'infezione: 
- infezione recente o recidiva: IgM positive, con un aumento delle IgG e/o delle IgA di quattro volte tra quelle della fase acuta e quelle della convalescenza;
- infezione passata: IgM non valutabili, positività per le IgG e/o le IgA.